# 도노우에촌
도노우에촌(戸上村)은 오이타현 오노군에 설치되었던 촌이다. 현재의 분고오노시, 우스키시의 일부에 해당한다.